# Placogorgia indica
Placogorgia indica is een zachte koraalsoort uit de familie Plexauridae. De koraalsoort komt uit het geslacht Placogorgia. Placogorgia indica werd in 1906 voor het eerst wetenschappelijk beschreven door Thomson & Henderson. 